# 鴉天狗カブト
『鴉天狗カブト』（カラスてんぐカブト）は、寺沢武一による日本の漫画作品。戦国時代の日本をベースとした異世界を舞台に、鴉天狗であるカブト親子の活躍を描いたアクション漫画である。アニメ化もされた。

## 作品解説
悪の権化・黒夜叉道鬼と、それを倒すことを宿命付けられた男・鴉天狗カブト。太古の昔より時代を超えて続く2人の男の戦いを描いた時代劇アクションである。ラストは現代の東京に舞台が移り、カブトと道鬼の姿が描かれ2人の戦いが永遠に続くことを示唆するものとなっている。
物語は二部構成となっており、第一部にあたる「NINJAカブト」を集英社の漫画雑誌『フレッシュジャンプ』（以下、FJと表記）にて、1987年5月号から同年12月まで連載。第二部よりタイトルを「鴉天狗カブト」に改題し、1988年5月号から1989年1月号まで同じく『FJ』において連載した。単行本刊行時にはそれぞれ1巻ずつにまとめられ、全2巻で刊行されている。初代カブトが主人公の第一部「NINJAカブト」は単行本刊行時に「鴉天狗カブト 臨の章」に改題され、二代目カブトが主人公となる第二部には、単行本刊行時に「兵の章」という副題が付けられた。第一部は初代カブトと四神と呼ばれる四人の仲間達による五人組のグループヒーロー的作風だが、第二部では二代目カブトが四神の力をも受け継ぐという設定となり、四神に相当するキャラクターは登場しない。
原作者・寺沢武一の公式サイトの紹介で“中世日本をベースにした異世界ファンタジー作品”としている。実際、厳密な時代考証などはなく、第二部では万窟城という城が登場するが、劇中では上杉謙信が朝鮮出兵の先陣として建てた城という設定で登場するといった具合である。作中の時代設定では戦国時代としながらも、衣装や小道具も戦国時代というよりは江戸時代のものが出てきたりする。また、『西遊記』の孫悟空をモチーフとした敵が登場するなど、日本の戦国時代以外の要素も盛り込まれている。

## あらすじ
第一部 臨の章（NINJAカブト）
時は戦国時代、人々の血が多く流されたこの時代に一人の暗黒魔道士が魔界の門を開け、悪しき鬼たちをこの世に呼び込んだ。その男の名は黒夜叉道鬼。道鬼は悪しき鬼たちを率い、天下を支配せんとしていた。だが、闇の裏には常に光がある。鴉天狗カブトはこの異変にいち早く気付き、父がその力と呪いを持て余して封印した魔剣「飛龍」を復活させ、さらには全国に散らばる四人の仲間である「四神」を自らの元へ集結させる。緒戦で敗北を喫したものの、最終的にカブトと四神の活躍によって道鬼は倒された。
第二部 兵の章
カブトたちの戦いから時は流れた。復活を遂げた道鬼は、自身の軍団を率いて山本勘助率いる武田軍を壊滅させる。父の異変に気づいた勘助の娘・静は鴉天狗を祭る神社で救いを求める祈りをささげる。そこへ現れたのはここを住処とする盗賊でカブトに瓜二つの青年、二代目・鴉天狗カブトであった。カブトが静から父・勘助の異変について話を聞いていると今度は彼を追う捕り方・金色のお竜が現れ、さらには復活した魔界の鬼たちの襲撃を受ける。
静とお竜を連れてその場を脱出したカブトは、勘助の救出作戦を提案する。カブト達三人は勘助が国境に築いているという城に潜入するが、城は道鬼の手に落ちており見つかってしまう。お竜は捕らえられ、カブトは静を連れて脱出を図るが彼女は死に、自身も瀕死の重傷を負う。死を覚悟したカブトだが、四神の魂を宿したことで一介の盗賊から天狗の将として復活を遂げる。
カブトは道鬼に対決を挑むも、道鬼はお竜を解放すると“あと九十九日でこの世は地獄と変わる”との言葉を残してカブトの前から消えた。
この世の滅亡まであと九十九日…天狗の将として復活を遂げたカブトは、世界を破滅から救うべく行動を開始するのだった。

## 登場人物
アニメ版で登場したキャラクターには、声優も併せて記載している。

### カブトと仲間たち
カブトとその仲間である四神は「天狗流忍術法」という忍術を用いる忍者である。
カブト（初代、二代目）
声：松本保典 　
初代カブトは第一部・臨の章の主人公で、二代目鴉天狗を名乗る男。黒夜叉道鬼が魔界の門を開いたことを察知し、飛龍を蘇らせ、黒夜叉道鬼と戦う。普段は人間の姿だが、天狗の術法により背中に翼を生やして空を飛ぶこともできる。性格は真面目でクールと、当時の寺沢武一の漫画の主人公としては珍しいタイプ。
二代目カブトは第二部・兵の章の主人公。初代カブトの息子で外見は父親と瓜二つだが、性格は大きく異なる。冗談をよく言い、おまけに当初は父から受け継いだ力を使って盗賊稼業を行っていた。だが瀕死の重傷を負った際に四神の魂を宿したことで「道鬼を倒す」という自らの宿命を受け入れ、天狗の将として復活を遂げる。四神の力を受け継いだことで初代カブトの能力だけでなく、四神の技である「四門封殺の陣」が使用可能となった。このほか「大天狗変化」で玄武の姿に変身したり、白虎の力を宿した右腕から必殺技「天狗抜刀・白虎剣」も繰り出せる。さらには青龍の力が宿る左腕を天に掲げることで竜卍船の召還も可能である。
飛龍（ひりゅう）
声：西村知道
初代カブトの父が鍛えた魔剣で、自らの意思を持つ。初代カブトと二代目カブトの愛剣にしてよき「相棒」であり、魔界の鬼などへの知見も豊富である。頻繁に血を吸わないと持ち主の生気を吸うという呪いを持つため、その力を持て余したカブトの父が封印していた。空中を自由に浮遊したり静止が可能なため、飛竜だけを空中に留めてカブト自身は相手の背後に回るといった戦い方もできる。その切れ味は相当なもので初代カブトによれば「五寸むこうは太刀風で斬る」といい、石灯籠の後ろに隠れた敵を灯篭ごと斬ってしまうほど。だが魔界と人間界との通り道である鬼道界においては、力が失われてしまう。
アニメのオープニング曲ではその切れ味の鋭さとともに「妖剣飛龍」と歌われている。
四神（ししん）
東西南北を守る守護神・四神の名を持つ者たち。生きてはカブトの臣、死してはカブトの鬼たらんことを誓った者達である。4人がそろうことで四神相応の一法・「四門封殺の陣」を用いて強力な結界を張ることができる。カブトと四神が集結した状態を一天四神（いってんししん）という。
兵の章では二代目カブトが住処としている神社の2階に彼らの像があり、初代カブトの像とともに祭られている。アニメでは一貫してカブトの仲間として登場し、終盤の決戦ではそれぞれが窮地に陥った際、自分の体に宿る守護神の力が発動して危機を脱するという様子が描かれた。
紅天狗玄武（べにてんぐ げんぶ）
声：塩屋浩三
通称：北の玄武。鋼鉄の体を持つ天狗のからくり人形で、最初に登場した四神。性格は真面目でカブトのことは「若」と呼ぶ。棒術を得意とし当初は六尺棒という鉄棒を武器としていたが、後に「雷迅風」を武器とするようになった。
地雷屋白虎（じらいや びゃっこ）
声：大滝進矢
通称：西の白虎。元は九十峠を根城にしている野武士のリーダーで、九十峠の大虎と呼ばれていた。だが、カブトから召集を受け彼のもとに馳せ参じる。肉体そのものを武器としており、自分を拘束している鎖を引きちぎるほどの怪力の持ち主。これにより九十峠の盗賊・梅王（ばいおう、声：渡部猛）を返り討ちにして梅王の砦を奪い取ったほど。女嫌いで、梅王の女（声：西宏子）から言い寄られるもそれを拒否している。刀の使い手で、愛刀の鞘と銃を兼用している「赤鞘筒」という武器を使うこともある。このほか、「卍包丁」という武器も使用する。当初は虎鉄を愛刀としていたが、後に「打竜牙」を愛刀とするようになった。
青龍（せいりゅう）
声：田野恵
通称：東の青龍。元は出雲の山奥で野生児のような生活をしていた少年。独楽（コマ）などを武器として使用する。後にカブトの命を受け、家宝の竜水晶をとりに里に戻って守護神である竜神と対峙し、これを斬る。竜神の力を両腕に宿したことで竜卍船を動かせるようになった。
アニメ第6話では道鬼の妖術によって操られ、カブトや他の四神と刃を交えたことがあった。終盤の37話では黒夜叉四天王の闇入道を道連れに竜卍船で溶岩の煮えたぎる火口に突っ込み、死んだと思われた。だが竜卍船は溶岩の中で燃え尽きてはおらず、青龍は船内で気絶していたものの意識を取り戻し、竜卍船の操船を行い火口から脱出したことで一命を取り留めている。
朱雀（すざく）
声：鶴ひろみ
通称：南の朱雀。元は京都で琴を弾いて暮らしていた若い女性。針を使った技を得意とし、必殺技は天狗流・九十九針。笛の名手でもあり、針を仕込んだ吹き矢として用いることもある。青龍が竜水晶をとりに里帰りし、白虎と玄武が打竜牙と雷迅風を使いこなすべく旅に出た後はカブトと行動をともにしていた。
忍者装束はミニスカート風の着物と網タイツという、多くのフィクション作品で見られるくノ一スタイルである。
兵の章で彼女の衣装が竜卍船の中に残っていたのを見て、二代目カブトは父である初代カブトの恋人のものではないかと推測していた。
アニメでは兵の章におけるお竜の役回りも担当し、終盤となる36話では黒夜叉四天王の夜叉姫と女同士で死闘を演じることとなる。鬼面城内から水中へと戦いの場が移る中、窮地に陥るも守護神である朱雀の姿に変化させ夜叉姫に体当たりして相討ちとなったかにみえたが、最終回で生きていたことが明らかになった。
お竜（おりゅう）
通称：金色のお竜。兵の章で登場する女性の捕り方。十手と分銅鎖を手に盗賊だった二代目カブトを追って神社にやってきたところ、そこに居合わせた山本勘助の娘・静と瓜二つだったことから成り行きでカブトの提案した勘助救出作戦に協力することとなる。
それをきっかけにカブトと行動を共にすることとなり、当初は彼を快く思っていなかったが次第に惹かれていった。竜卍船でカブトと行動を共にするようになってからは、船内に残されていた朱雀の服を着用している。また、容姿も朱雀とそっくりである。
アニメでは登場しない。その結果、勘助救出作戦で勘助が築城しているという出城に潜入した際に道鬼の呪術で背中に地竜（声：千葉一伸）を宿される、武蔵伊豆の山を住処としていた鬼猿たちにより黒エビの生贄としてさらわれる、道鬼の呪法で操られ清元寺を襲撃したあとにカブト達と対決するといった劇中の役回りはいずれも朱雀に置き換えられた。
白竜（びゃくりゅう）
声：峰恵研
山城・鞍馬山に住む二代目カブトの剣術指南役。鳥のような顔と背中に小さな羽をもつ。
自分の元を訪れたカブトに天空の異変を伝え、道鬼の野望を食い止めるべくカブトと行動をともにすることとなる。
アニメでは天空の異変を伝え、朱雀に宿った地竜を抑え込む場面までの登場に留まる。

### 道鬼と魔界の鬼たち
黒夜叉道鬼（くろやしゃ どうき）
声：徳丸完
魔界の門を開け、この世に悪しき鬼を招き入れた暗黒魔道士。妖剣「女紋獣」を愛剣とし、魔城「鬼面城」を居城とする。妖術などを駆使してカブト達の前に刺客を差し向け、彼らを亡き者にしようと図る。臨の章の最後、初代カブトとの決戦で城と運命を共にするも兵の章で復活。山本勘助に成りすまして鬼面城を再建し、この世を闇に陥れようと企む。なお「道鬼」とは、勘助の法号である。
黒夜叉四天王（くろやしゃしてんのう）
カブトに四神がいるように、道鬼には四天王がいる。ただし劇中に登場したのは3体までで、二代目カブトにそれを指摘されていた。羅童は兵の章より登場。
アニメでは4体目が登場し、名実ともに「四天王」となっている。
夜叉姫（やしゃひめ）
声：安藤ありさ
女の姿をした鬼で、強力な火炎を操る。臨の章では目立った活躍はなかったが、兵の章において四天王の一体として再登場。その後、五光星の魔人・天道星を宿した巨木（巨木魔人）と一体化して二代目カブトと戦うこととなるが、カブトの白虎剣で巨木魔人は粉砕され、粉砕された巨木の下敷きとなって死亡した。
アニメでは巨木魔人とは一体化せず、36話にて打竜牙で地竜の呪いから解放された朱雀と対峙。水中戦となり朱雀を苦しめるが、守護神の力を発動させた朱雀の体当たり攻撃で死亡。水死体となった彼女の手には朱雀の笛が握られていた。
九頭鬼（くとうき）
声：笹岡繁蔵
阿修羅のごとく3つの面を持ち、両肩、両胸にそれぞれ1つと腹部に1つ、さらに頭のてっぺんに面が1つで9つの面がある。面獣と呼ばれる無数の面を飛ばして攻撃し、面を相手の顔に被せることで被せた者の自我を奪ってコントロールできる。
臨の章では潜水艦「大亀甲」を利用して風魔水軍を壊滅させた。カブト達の乗る船を沈めて乗員を連行し、彼らに面を被せて海底での労働に使役させていた。
兵の章でも登場するが、目立った活躍はなかった。
羅童（ラドウ）
声：加藤精三
甲冑に身を包んだ巨漢の鎧武者。武器は手にした槍と背中に収納している6本の剣・餓鬼道剣。餓鬼道剣は空中に浮遊させて自分の周囲に展開し、相手を攻撃することが可能。剣の中に命を奪った相手の魂を封じることもできる。山本勘助の娘・静を殺し二代目カブトを窮地に追い込むが、大天狗変化で鋼鉄の体を持つ玄武の姿に変身したカブトに倒される。正体は道鬼になり替わられた山本勘助が鬼となった姿だった。
アニメでは終盤まで生存している。白虎の打竜牙を槍で折り玄武を餓鬼道剣で貫くなど、二人を翻弄するも再生した打竜牙から繰り出された白虎の白虎剣で倒される。
闇入道（やみにゅうどう）
声：菅原正志
アニメオリジナルの敵キャラクター。28話より登場。入道の名前通り、坊主頭をしていて顔には隈取が施されている。着物を凧のように広げて空を飛び、着物から凧糸のようにして光線を放ったり、それを相手の首に巻きつけることもできる。闇入道の配下である闇忍者軍団には闇入道自ら率いて空から攻撃する部隊と地上部隊がおり、闇入道自身が直卒する者たちは巨大な凧を用いて自分と同じように空を飛び、光線を放って攻撃することができる。闇忍者軍団を率いて空と陸からカブトを窮地に追い込むも、カブトの異変に気付いた朱雀以外の四神を乗せた竜卍船の攻撃でカブト抹殺を阻止される。37話でも自身の配下を率いて青龍と竜卍船を攻撃するが、相討ちを覚悟した青龍の竜卍船による体当たりで死亡する。
邪鬼（じゃき）
声：野本礼三
狛犬のような姿をした鬼で、道鬼の命により下界でカブト達の情報収集を行う。
アニメでは38話でカブトと鬼面城の城内で対決に及んだ際、死んだと思われていた青龍と朱雀の幻を見せカブトの戦意を挫こうとするがカブトには通じず、円月風車で倒された。
操り鬼蔵（あやつりおにぞう）
声：石丸博也
黒夜叉十人衆の肩書きを持つ鬼。臨の章冒頭で手下を引き連れカブトを襲う。妖剣飛竜で斬り付けても死ななかったため、不死身に見えたが実は「死人使い」と呼ばれる妖術師によって操り人形のように動く死体であった。本体は背の低い小男で、不可視の状態で動かしている死体の背中の上にいる。
鬼女郎（おにじょろう）
声：滝沢久美子
カブトと四神を始末するべく、道鬼によって生み出された鬼。若い女性の肉体に火の地獄に住む鬼・火鬼を宿らせたもの。その名の通り女郎蜘蛛のように動き、毒蜘蛛や蜘蛛の糸を放って攻撃する。谷間に巨大な蜘蛛の巣を作ることも可能。
アニメでは女性が漁師の男たちと一緒に舟に乗って漁をしているところに、海底から出現した鬼面城の中に飲み込まれるシーンが追加された。
鬼眼坊（きがんぼう）
声：西川幾雄
強力な法力で鬼面城を空中に浮遊させ、動かしている鬼。いわば鬼面城の動力源である。四門封殺の陣により鬼面城の推力が低下した際には、道鬼に鬼門から魔人を呼ぶことを提案した。
アニメ11話では法力を自身の防御にも使用しており、法力の壁（バリア）を張って鬼面城内に進入したカブトの攻撃を防いでみせた。ただし、防御に法力を用いている際にはその力を鬼面城に回すことはできなくなる。
六車輪童子（ろくしゃりんどうじ）
声：河合義雄、岩永哲哉、宇津木良
黒夜叉百鬼衆の肩書きを持つ6体の魔人。鬼眼坊の提案により、道鬼が鬼門の方角より召還した。その名が示す通り、巨大な歯車の中に6体が挟まっている状態は車輪のようである。その体は頑丈で、玄武の六尺棒と白虎の虎鉄も折れてしまうほど。
水童子（すいどうじ、声：古田信幸※3話）と金童子（きんどうじ、声：梅津秀行※3話）がカブトの相手をすると残り4体は四神の攻撃に回り、四門封殺の陣を解くことに成功すると瞬く間に立場は逆転、カブト達は緒戦において敗北を喫することとなった。その後、カブト達と再び対戦するも宝刀「打竜牙」と鉄棒「雷迅風」を手にした白虎と玄武の敵ではなかった。
6体のうち名称が明らかになっているのは水童子と金童子だけだが、アニメ5話では火童子（かどうじ）という名称も出ていた。
黒沙天 （くろさてん）
声：折笠愛
黒夜叉百鬼衆の一人で、貫通力を持った風車「鬼車」（おにぐるま）を武器としていることから「鬼車の黒沙天」の異名を持つ。また、強力な毒を帯びた自分の黒髪を針のように飛ばす技「馬死髪」を使う。
道鬼の鬼面城に対抗できる力を持つ竜卍船を求め、朱雀と二人で船に乗ったカブトを襲う。馬死髪の毒でカブトは瀕死の状態となった。その後、大亀甲内で船内に潜入した朱雀と対決することとなる。
鼈甲妖女（べっこうようじょ）
声：松岡洋子
アニメ8話で登場したオリジナルの敵キャラクター。黒夜叉十人衆の肩書を持ち、馬死髪の毒で死に瀕したカブトを亡き者にしようと放たれた刺客。鋭い爪をもつ6本の腕と2本の足でクモのように動いたり、クモ糸のように液体を口から放って攻撃する。オッドアイと水色の長い髪が特徴で、髪の毛を伸ばして攻撃に用いることもできる。
鉄扇鬼（てっせんき）
声：安西正弘
アニメ10話で登場したオリジナルの敵キャラクター。黒夜叉百鬼衆の肩書を持ち、両腕に装着された鉄の扇・「斬竜扇」（ざんりゅうせん）を飛ばして攻撃する。竜卍船の鍵を手に入れ、大亀甲から脱出した朱雀を部下を率いて抹殺しようとする。
黒夜叉（くろやしゃ）
声：檜山修之（※11話）
道鬼率いる軍団の戦闘員で、カブト達のやられ役である。黒の忍者装束に赤い般若の面をかぶった姿で、刀や竜口砲を武器としている。寺沢の別作品『ゴクウ』にも、同じ姿の戦闘員が登場する。

### 五光星の魔人
兵の章で道鬼が降魔天星の呪法を用いて地上に降ろした5体の魔人。「五光星の魔神」「闇の五光星」とも。本来は天空で守護魔人となって「闇の門」を守護しているが、地上に降りると人や物などに憑依して災いをもたらす悪鬼神となり、その星を宿した者は強大な力を持った妖魔へと変貌する。闇の門を守護する魔人がいなくなると本来現れてはならない5つの星が天空に輝き、1年後にここから封じ込められていた魔物が噴出しこの世は滅びる。それを防ぐため、カブトは5体の魔人を天に戻すべく魂封器で集めていくこととなった。
天全星（てんぜんせい）
声：堀内賢雄
カブト達が最初に戦った五光星の魔人。武蔵伊豆の山に封印されていた鬼猿が水槽の中で飼っていた大きな黒エビに宿り、鬼猿の頭にタガをはめて自分のいいなりにしていた。水槽の下にある穴から繋がる地下水脈を通じて八代の家の井戸へと逃げ、八代と一体化してカブトに襲いかかる。しかし魂封器を手にしたお竜によって八代の体から分離させられ、その中に吸い込まれた。
アニメでのクレジット表記では「天全星妖魔」となっている。
天双星（てんそうせい）/ 黒羊丸（こくようまる）
声：檜山修之（天双星）、宇津木良（黒羊丸）
道鬼の妖術により毛利の水軍によって沈められた海賊船・黒羊丸に宿った五光星の魔人。黒羊丸の舳先に付いていた羊の像に宿ったことで、この羊の像が単独で動けるようになり、船体から分離可能となった。強力な魔力で船体を再生させ、同じく五光星の魔人である天忠星を手に入れようと天忠星の落ちた万窟城へと向かわせた。
口から放たれる火炎は強力で毛利の軍港を壊滅させたほか、竜卍船も沈没させたほどである。万窟城にある数々の罠をもものともせず天忠星を手に入れようとするカブト達を追い詰めるが、天忠星を宿した蛇津半兵衛の鎧を着たカブトと対峙し、乗り移っている舳先の像を切断され像から抜け出そうとしたところを魂封器の中に吸い込まれた。
アニメ33話では上記の描写に加え、白虎と玄武の攻撃をものともしない強さも見せている。またアニメでは、黒羊丸の像に宿っていた時の声を宇津木が、像から分離しようとした天双星の声を檜山が当てており、それぞれ別キャストとなっている。
天忠星（てんちゅうせい）
声：不明（クレジット表記なし）
万窟城に安置されていた、城主・蛇津半兵衛の鎧に宿った五光星の魔人。この魔人を宿した鎧を着用したことでカブトは天双星に打ち勝つことができたが、天忠星に意識を乗っ取られ、同行していた半兵衛の娘・舞姫に襲いかかった。だが白竜に名前を呼ばれて返事をしたところを半兵衛の鎧から分離させられ魂封器の中に吸い込まれた。
アニメ33話では半兵衛の鎧を着たカブトの意識を乗っ取ったことでカブトを魔人化させ、天狗の術法で空を飛んで万窟城の天辺で呪文のポーズをとるとその妖力は城全体に及んだ。城の石垣を飛ばして白虎と玄武を攻撃、二人が打竜牙と雷神風で石垣を破壊すると今度は破壊された石垣を無数の動く石象に変えて二人を襲わせたほか、万窟城に仕掛けられた罠で死亡した黒羊丸の兵士を復活させ、水の底に落ちた魂封器を拾いに来た青龍に襲いかからせた。またこの石像や黒羊丸の兵士達は致命傷となる攻撃を受けてもすぐに復活して襲いかかってきたほどである。遂には万窟城を巨大なカブトの姿に変えて三人を襲うも白虎により魂封器の中に吸い込まれた。
天道星（てんどうせい）/ 巨木魔人（きょぼくまじん）
声：安西正弘
清元寺の巨木に宿った五光星の魔人。鬼面城内に持ち込まれ巨木魔人となってカブトに襲いかかるが、白虎剣で粉砕され、木に宿っていた天道星も白虎剣で繰り出された虎の形をしたエネルギー体に咥えられ捕獲されるというありさまだった。
アニメではクレジット表記が巨木魔人となっている。34話で巨木から魔人を彫り出そうとする幻舟により巨大な顔を彫られたことで巨木魔人となり、35話で鬼面城内でカブトと玄武を相手に戦うこととなる。二人を巻き込んで清元寺にワープし、周辺の森を支配して魔界の森へと変貌させ二人を苦しめるが、玄武が守護神の力を発動させると、玄武の体から放たれたエネルギー波で巨木の体を消滅させられる。木に宿っていた天道星はカブトと玄武の二人と一緒に鬼面城内にワープしたものの、カブトに名前を呼ばれて返事をしたために魂封器の中に吸い込まれた。
天義星（てんぎせい）
道鬼が自分自身に落とした魔人。道鬼の持つ妖剣・女紋獣に宿ったことにより女紋獣の攻撃力が大幅に上昇した。
アニメの最終回では道鬼自身も天義星から力を得たことにより、月面におけるカブトとの最終決戦では強力な爆発を起こしてカブトを窮地に追いこんでいる。その爆発は強力なもので、地球からでも肉眼で観測できるほどであった。

### その他
白狼斎幻舟（はくろうさい げんしゅう）
声：藤本譲
呑霊山（どんれいざん）で暮らす武器商人。自分が作った武器を野武士や山賊に売りつけており、黒夜叉道鬼とも取引をしている。一流の刀匠でもあり、二振りの業物「打竜牙」と「雷迅風」を作り上げた。女の柔肌を好物とする二匹の鯱・金星魚と銀星魚を飼っている。
緒戦で敗北し、強力な武器を求めてやって来たカブト達を試すべく、鬼道界を通って極魔殿にある「打竜牙」と「雷迅風」を取りに行くよう命じる。その際、「刻限までに戻って来られなければ朱雀を二匹の鯱の餌にする」として彼女の身柄を拘束した。
極魔殿から帰ってきたカブト達に二振りの業物を渡したことで道鬼から追及を受けるが、「誰に渡そうと勝手なこと」として退けた。カブト達に業物を渡したのは、カブト達と道鬼の戦いの行方がどうなるか見てみたいとの考えからであった。
アニメでは登場シーンが増えている。31話では道鬼の呪法で朱雀に宿った地竜を斬れるのは打竜牙だけだと使い手の白虎に伝え、34話では道鬼の命により五光星の魔人・天道星を宿した巨木から巨木魔人を生み出すべく足場を組んで顔を彫りそれを意のままに操ろうとしたが、彫りあげた直後に生じた落雷の直撃で足場が崩れたことで地面に叩き付けられ死亡している。
風魔小太郎（ふうま こたろう）
声：若本規夫
風魔一族の頭領で、竜卍船のありかを知る唯一の人物。九頭鬼の潜水艦・大亀甲を相手に風魔水軍を率いて戦うも水軍は壊滅、自身も囚われの身となる。大亀甲の船内に監禁され、竜卍船のありかを聞き出そうとする九頭鬼から拷問を受けていた。竜卍船の封印を解く鍵を右目の眼帯に隠しており、船内に単身忍び込んだ朱雀にそれを渡すと自害した。
風魔雷蔵（ふうま らいぞう）
声：山口健
小太郎の息子。九頭鬼の手で連れ去られた父に代わり、風魔水軍の生き残りを率いる。馬死髪の毒で瀕死となったカブトを背負った朱雀の前に手勢を率いて現れ、彼らを迎え入れた。風魔に戦う力はもはやないと考えていたが、「天狗は一人になっても戦う」としてカブトの復活を信じて戦う朱雀と、瀕死の状態でも胸に浮かばせた忍び文字で朱雀に指示を送るカブトを見てその顛末を見届けようとする。そして朱雀から父の最期を知ると風魔の若き頭領としてカブト達と共闘する。雷蔵と彼の配下は「鉄風車」と称して二本の刀の柄を合わせ、両刃の刀として使用する。
※以下は兵の章で登場。
山本勘助（やまもと かんすけ）
声：大山高男
武田信玄の家臣で、兵の章冒頭で登場。主君の命により国境に出城を築いていたところ、復活した道鬼の襲撃を受け捕らわれの身となる。勘助は「鬼に城を取られたとあっては主君に顔向けできぬ」として早く殺すよう迫ったが、道鬼に顔を写しとられ成り代わられてしまう。
また勘助は武田の軍用金を隠す役目も任されており、カブトが勘助救出に力を貸そうとしたのはその見返りとして軍用金のありかを聞き出そうとしたためであった。
静（シズ）/小百合（さゆり）
声：まるたまり
勘助の娘。父の異変に気付き、二代目カブトに助けを求める。なりゆきからカブトの提案した勘助救出作戦に加わり、カブトと共に武田軍の足軽として勘助が築いているという出城に潜入することになる。だが城は魔界の鬼たちの手に落ちており、カブトを追ってきた羅童の餓鬼道剣に貫かれ、魂をその中に封じ込められてしまう。
アニメでは小百合の名で登場。
八代（やしろ）
声：江森浩子
武蔵伊豆の宿場町「座王宿」に住む名主の娘。屋敷で暮らしており、侍女（声：三石琴乃）が身の回りの世話をしている。鬼猿と呼ばれる魔性の猿が封印された岩山の山道を従者を連れて歩いていたところ、流星が落ちてきたために事故にあい、命は取り留めたが足が不自由になってしまう。道鬼の用いた呪法によりこの地に落ちた天全星の手がかりを得るべく、自分の下を訪れたカブト達に鬼猿のことを話した。
鬼猿（おにざる）
声：二又一成
武蔵伊豆の山に住み着いていた魔性の大猿。大勢の手下を抱え、妖術を使って暴れまわっていたが100年前に高名な僧の手で岩山の上の大岩の中に封じ込められる。その後天から落ちてきた流星が封じ込めていた大岩を直撃したことで封印を解かれ復活、以来近くの村から毎月3人の娘を自分が飼っている黒エビの生贄として要求するようになる。二代目カブトが訪れた際、祈祷師の老婆（声：津野田なるみ）が生贄として連れて来た3人の娘と共にお竜が手下の猿たちに連れ去られてしまったため、カブトは彼女の救出に向かうこととなった。
山奥に「老山閣」という中国風の宮殿を建てて暮らしている。「鬼猿大変化」という変化の術により自分の体を通常時より大柄にでき、如意棒を武器とする。また、相手の名前を呼び、返事をすると中に吸い込んで溶かしてしまう「魂封器」を持つ。
当初は鬼猿が五光星の魔人・天全星を宿したと思っていたが宿していたのは鬼猿が水槽の中で飼っていた大きな黒エビで、鬼猿は頭にタガをはめられ言いなりになっていたのだった。
虎三女（こさんじょ）
鬼猿の婚約者で、西国を支配する女王。配下の護鬼四天王に担がせた嫁入り駕籠に乗って鬼猿の元に現れる。中国風の衣装を着た若い女性のように見えるが、再会した鬼猿が100年ぶりと言っていることから年齢は100歳以上である。強い男の存在を望み、鬼猿の元を訪れる途中で出会ったカブトに興味を持つ。戦いを挑んできたカブトを魂封器で封じ込めた鬼猿のやり方をよしとしなかった彼女は、魂封器を利用して鬼猿も吸い込んでしまう。これにより鬼猿は魂封器の中でカブトと決着を付けることとなった。
舞姫（まいひめ）
五光星の魔人・天忠星を手に入れるべくカブトが訪れた城・万窟城にいた若い女性で、この城を築いた城主・カラクリ半兵衛こと蛇津半兵衛（へびつ はんべえ）の娘。落城の際にまだ幼かった彼女は父の計らいで城の奥深くに隠され、それ以来一人で生きてきた。誤解から城を訪れたカブトを殺そうとするが、敵でないとわかるとカブト達に城内を案内した。

## 武器・アイテム
※ カブトの愛剣・飛竜については登場人物で説明しているので割愛する。
雷爆鉄びし（らいばくてつびし）
初代カブトが物語冒頭で使用。一見普通の撒菱に見えるが踏むと地雷のように爆発し、強力な殺傷力を持つ。
六尺棒（ろくしゃくぼう）
玄武が使用する、長さ六尺（約180センチ）の鉄棒。六車輪童子との戦いで折れてしまう。
卍包丁（まんじぼうちょう）、虎鉄（こてつ）、赤鞘筒（あかさやづつ）
いずれも白虎が使用する武器。
卍包丁は特殊な形をした二つの刃物を組み合わせて卍の形にし、高速回転させて相手に投げつける。
虎鉄は白虎が当初使用していた刀。六車輪童子との戦いで折れてしまう。
赤鞘筒は白虎が愛用している鉄砲で、刀を収める鞘を兼ねる。
踊りゴマ（おどりゴマ）、渦竜（うずりゅう）、火炎ゴマ（かえんゴマ）
いずれも青龍の武器で、紐を使わずとも使用可能である。
踊りゴマは鋭いトゲがついたコマで、高い破壊力を持つ。渦竜は表面がドリル状になっており、貫通力が高い。火炎ゴマは発火装置により、火を出しながら高速回転する。劇中では暗い室内を照らすのに使用している。
二振りの業物（ふたふりのわざもの）
武器商人にして刀匠の白狼斎幻舟が作り上げた二振りの業物で、カブトの弁によれば妖魔を退け鬼の骨を砕く霊気を帯びているという。カブト達は幻舟から盗もうとしたが、逆に朱雀の身柄を拘束されてしまう。やむなくカブト達は彼女を救うべく鬼道界を通ってこれらの武器を隠したという極魔殿に向かうこととなった。
極魔殿の中にはこれらの武器は見当たらなかったが、カブト達は除封金、除封銀と書かれた位牌を発見。それを手に幻舟の元に戻り彼が飼っている鯱の金星魚に除封金と書かれた位牌を、銀星魚に除封銀と書かれた位牌を押し付けるとそれぞれ打竜牙と雷迅風に変化した。
打竜牙（だりゅうが）
打竜牙は男の性を持つ刀で、金星魚が変化したもの。虎鉄に変わる白虎の武器となる。カブトの弁では鉄や岩をも一撃で両断する威力を持つといい、虎鉄では歯が立たなかった六車輪童子も白虎がこの刀を手にした途端に一刀両断できた。また、白虎が手にすると刀身に竜の紋様が現れ、女の性を持つ道鬼の妖剣・女紋獣が共鳴を起こした。
アニメでは朱雀に宿った地竜を斬れる唯一の刀とされ、地竜を斬れば打竜牙の妖刀としての力は失われるという設定がなされた。終盤で抑え込まれていた地竜が暴れ出したことで、白虎は葛藤の末に打竜牙で朱雀を救うことを決断する。打竜牙に宿る力を竜の形をしたエネルギーとして放ち、地竜を倒したことで一度はその力を失うも、最終回にて刀身が折れ白虎自身も満身創痍という絶体絶命の危機に際して白虎に宿る四神の力が発動すると、刀身が再生し再び妖刀として復活した。
雷迅風（らいじんぷう）
雷迅風は銀星魚が変化したもので、六尺棒に変わる玄武の武器となる。カブト曰く「一振りすれば旋風がおき、その威力は迅雷の如し」というほどで、振り回すことで強力な旋風を起こすことができ、六尺棒の方が折れた六車輪童子も簡単に粉砕できた。棒として使用できるだけでなく、棍が6本で節が5本の多節棍としても使用可能。棍と棍の間は鎖で繋がっており、棒として使用するとき鎖は棍の中に収納されている。
竜口砲（りゅうこうほう）
黒夜叉たちが使用する大砲。竜の意匠が施された大砲で、霊気を飛ばして攻撃する。幻舟の館の地下で黒夜叉によって製造されていた。
女紋獣（にょもんじゅう）
道鬼の使用する妖剣。幻舟によれば打竜牙と共に同じ鉄より打ち出され、同じ精気を入れられた刀であり女の性を持つという。刀身には複数の裸体の女性か連なった紋様があり、男の性を持つ打竜牙が出現したことで共鳴を起こし、道鬼はそれを「鳴いている」と表現した。男と女の性をもち互いに惹きあう妖刀という設定は、林不忘の小説『丹下左膳』に登場する妖刀・乾雲丸と坤竜丸に見られる。
兵の章では五光星の魔人・天義星を宿したことにより強力な破壊力を持ったエネルギー波を放つことが可能となった。
アニメでは男の性を持つ打竜牙と惹きあうという設定をもとに、打竜牙を持つ白虎と道鬼が剣を交える場面が描かれたほか、打竜牙が妖刀としての力を失った際にはそれに呼応して鳴く様子も描かれた。
餓鬼道剣（がきどうけん）
羅童が使用する6本の剣。普段は背中の丸い鞘に刃先だけを挿して収納しているが、戦闘時には空中に浮遊させ自分の周囲に展開、相手を攻撃するのに使用される。敵を追尾することも可能。この剣を突き立てられて死亡した者は剣の中に吸収され、刀身と柄の間に顔の形で魂を封じ込められてしまう。
如意棒（にょいぼう）、魂封器（こんぷうき）
鬼猿の所有物。鬼猿が『西遊記』の孫悟空をモチーフとしたキャラクターであるため、彼の所有物も同様である。
如意棒は伸縮自在の棒で、絡み合う二匹の蛇の意匠が施されている。二代目カブトとの戦いで使用。
魂封器はこれを持って相手の名前を呼び、相手が返事をすると中に吸い込んで溶かしてしまう。『西遊記』で金角・銀角の持つひょうたん「紅葫蘆」（べにひさご）がモチーフ。カブトと鬼猿は返事をしたことでこの中に吸い込まれ、戦うこととなりカブトが鬼猿を倒すと魂封器は二人を吐き出し、外に出ることができた。以後カブト達の所有物となり、五光星の魔人を集めていくために必要なアイテムとなる。
アニメでは、中に吸い込まれたカブトは液体を自在に操る目玉の化け物と戦うことになった。
蛇津半兵衛の鎧（へびつはんべえのよろい）
五光星の魔人・天忠星を手に入れるべく、カブト達が向かった万窟城の二の丸に安置されていた鎧で、城主の蛇津半兵衛が着用していたもの。天忠星を宿していたため、カブトが見つけた際には異様な妖気を放っていた。同じく五光星の魔人・天双星を宿していた黒羊丸に対抗するためにカブトがこれを着用。

## 技・術
九字の陣（くじのじん）、雷電（らいでん）
いずれも初代カブトが使用した天狗の術法。
九字の陣は左から反時計回りに、臨、兵、闘、者、皆、陣、烈、在、前という破邪の力を持った九字を手から放ち、自分を中心に展開するとそこから光が放出され、多数の鬼を一掃することが可能。
雷電はドリル状の爆雷を手にして天狗の術法で空を飛び、空中で回転しながら爆雷散布を行う。
九十九針（つくもばり）
朱雀の技。髪の毛に隠している無数の針を相手に向けて放つ。水中でも使用可能。
四門封殺の陣（しもんふうさつのじん）
臨の章では四神が揃うことで可能となる技として登場。四神をそれぞれ対応する東西南北の方角に配することで、彼らの体から放出される電撃により強力な結界を張ることができる。鬼に対しては非常に有効であり、道鬼の居城・鬼面城で使用した際には城内の鬼が力を封じられ途端に苦しみだした上に、空中に浮遊していた鬼面城も推力を失って傾いたほどである。だが、北東の方角・鬼門の道ただ1点だけが虚となっており、そこから召還された六車輪童子によって結界を破られ、カブト達は敗北を喫した。
兵の章では四神の力と魂を受け継いだ二代目カブトが鬼面城に対して使用。二代目カブトの場合は使用する対象を中心とする形で4つのエネルギー弾をそれぞれの方角に配し、四方から破邪の力を持ったエネルギー波を照射する。その威力は強力で、黒夜叉四天王の九頭鬼を死に追いやった。
アニメでは一貫して初代カブトが主人公で四神の魂と力を受け継ぐ描写がないため、臨の章で四神が使う場面だけとなっている。
白虎剣（びゃっこけん）、大天狗変化（おおてんぐへんげ / だいてんぐへんげ）
いずれも二代目カブトの技。
白虎剣は抜刀の際に右手に宿した白虎の力を、虎の形をしたエネルギー体として繰り出す。発動の際にはカブトの右腕に白虎の紋様が浮かび上がる。
大天狗変化は変身の術で、自身の姿を四神の1人・玄武の姿に変える。鋼鉄の体を持つ玄武の姿に変化するため、並の刃物ではその体を貫くことはできない。また、手にしている武器も玄武の武器・雷迅風に変化する。発動の際にはカブトの額に玄武の紋様が浮かび上がる。
アニメでは、初代カブトが一貫して主人公となっているため、どちらの技もカブトが使うシーンはない。白虎剣は終盤で窮地に陥った白虎が再生した打竜牙を用いて繰り出している。原作で大天狗変化を使う場面では、後述する鬼猿との戦いのように二代目カブトが玄武の姿で戦うシーンでは玄武が戦う、などといった形に置き換えられ、道鬼との最終決戦でもカブトは使っていない。
鬼猿大変化（おにざるだいへんげ）
鬼猿が使用する変身の術。体格が大柄になり、服を着用しないためより猿人のような姿になる。魂封器の中に吸い込まれた二代目カブトとその中で決着を付けることとなった鬼猿が、大天狗変化で玄武の姿に変身したカブトに対抗してこの術を使用。これにより玄武の姿をしたカブトとの体格差を帳消しにしたものの、真っ向からのぶつかり合いで鬼猿の方がダウンしてしまった。
降魔天星の呪法（こうまてんせいのじゅほう）
道鬼がこの世を破滅させるべく、天空にて闇の門を守護している五光星の魔人を地に下ろすために用いた呪法。道鬼は日本海の海上に呪陣を作り、この術法をかけた。
アニメの終盤では空や大地に生じた亀裂から悪霊が出現して村人を襲ったり、地震や火山の噴火に加えて津波といった天変地異が発生するなど、闇の門が開く刻限が迫っていることが描写され、原作よりも危機的状況となっている。

## 登場兵器・建造物

### 兵器
※ 鬼面城は建造物だが、移動機能を持ち武装を有するためこちらに含めた。
竜卍船（りゅうまんじせん）
卍の形をした怪船で船首は竜の頭を模した形をしている。カブトの弁によれば、かつて博多湾に進入してきた蒙古の二万の船団を一夜にして撃滅させたという。飛行および海中への潜行が可能。船底に収納されているキャタピラを出すことで地上に着陸することもできる。船首に武装が施されており、竜の口にあたる部分から「竜舌火」という強力な炎を吐くことができるほか、竜口砲という兵器が内蔵されており砲撃も可能。兵の章では竜巻を起こすこともできる。船体を高速回転させると、目的地まで一気に飛ぶことができる。
絶大な破壊力を恐れた造船主によって海底深くに封印されており、臨の章においてそれを解くカギを持っていたのは風魔水軍の頭領・風魔小太郎のみであった。カブト達が道鬼の鬼面城に対抗できる力を持つには必要不可欠であり、カブトは朱雀と二人でこの船を探すこととなった。 海底にある卍の形にくぼみが入った山の中に封印されており、周囲に間欠火山があるためうかつに近づくと噴火に巻き込まれてしまう。
卍の字が入った指輪が封印を解くカギであり、臨の章において竜卍船の操縦が可能なのは造船主の子孫にして両腕に竜の力を宿した青龍だけだった。
兵の章では、青龍の力を左腕に宿した二代目カブトがこの船を召還・操縦している。黒羊丸の攻撃で海底に沈められたものの、二代目カブトの武術指南・白竜曰く「不死身」。その言葉どおり、道鬼との最終決戦において不死鳥のごとく復活した。
アニメでは黒羊丸の攻撃で海底に沈められた際に自己修復能力でダメージが回復する様子が描かれたほか、35話では一人で竜卍船を操縦している青龍が外に出て敵と戦う場面では、自動操縦により操縦桿を握らずとも青龍の指示だけで動く様子が描かれた。37話で溶岩の煮えたぎる火口の中に沈んだが、最終回で火口から浮上し船体色が緑から金色となって復活した。
鬼面城（きめんじょう）
道鬼の居城で、魔界への通り道であるすべての鬼道界はこの城に繋がっている。鬼の顔の意匠が施されており、その口にあたる部分から砲撃ができる。道鬼の配下・鬼眼坊の強力な法力で空を飛び、底面にあるキャタピラで地上走行も可能。さらには溶岩の中をも進むことができる。天守閣にある鯱は鬼鯱（おにしゃち）といい、侵入者の存在を感知するとここから無数の鬼たちが飛び出し、相手に襲い掛かってくる。
臨の章の最後で初代カブトを乗せた竜卍船の攻撃により破壊されるも、兵の章で復活した道鬼により勘助が築いていた出城を乗っ取る形で再建される。復活を遂げた二代目カブトが竜卍船に乗って現れると出城の本丸部分が浮上、外装が剥がれてその姿を現した。
アニメ13話では屋根の一部が反転して砲台が飛び出し、カブト達の乗る竜卍船と砲撃戦を展開するシーンなどが描かれた。また口の部分から放たれるエネルギー砲については道鬼が波動砲（最終回では「鬼面砲」）と呼称しており、宇宙空間からの距離でも地表に当たればキノコ雲が生じるほどの威力を持つ超兵器として描写された。
飛翔機（ひしょうき）
名前はアニメより。道鬼の配下達が使用する、鯱型の飛行ユニット。口の部分から火を吐き攻撃する。背面に立った状態で搭乗して使用する。
アニメ10話では朱雀が潜水艦の大亀甲から脱出する際、これを用いて水中を移動している。
大亀甲（だいきっこう）
亀の形をした潜水艦。臨の章で黒夜叉四天王の九頭鬼がこれを使用し、風魔水軍を壊滅させた。甲羅の部分に鋭くとがったトゲが無数にあり、浮上の際にこれで相手の船を難破させることが可能。トゲには開閉式の扉がついておりここから乗員を船内に送り込むこともできる。
黒羊丸（こくようまる）
兵の章に登場。舳先に黒い羊の像をつけた海賊船で、西洋の帆船のような形をしている。毛利の軍により瀬戸内海に沈められたが、道鬼の手で五光星の魔人・天双星を宿したことで復元される。舳先の羊の像は船体から分離して単独で動くことも可能。乗員は西洋風の甲冑をまとい、盾と斧を装備している。
舳先の羊の像から放たれる炎はカブト達が瀬戸内海を訪れる2日前に毛利の軍港を壊滅させたほか、竜卍船を沈没させるほどに強力である。竜卍船を沈められたことでカブト達はやむなくこの船に潜入して乗り込むこととなった。
アニメでは、万窟城の崩壊に巻き込まれて沈没している。

### 建造物
天狗堂（てんぐどう）
カブトの守護神・大天狗を祭った山奥にある洞窟で、 臨の章冒頭で登場。入り口には鳥居があり中には巨大な天狗の像がある。妖剣飛竜は初代カブトの父によってここに封印されていた。
また天狗の像には四神の一人・玄武が封印されており、カブトが呼びかけると天狗の像の表面が砕け、中から玄武が出現した。
幻舟の館
武器商人・白狼斎幻舟が暮らす館で、呑霊山の峡谷にある。幻舟はここで武器の製造を行い、野武士や山賊たちが幻舟の作った武器を求めてここにやってくる。正面側に門の付いた壁があり、門番が壁越しに侵入者を監視している。それなりの金を持参しなければ、中に入ることは許されない。また、僧は中に入ることはできない。なお、武器の購入には必ずしも金子である必要はなく、女を連行してそれを元手に購入することもできる。カブトは老商人（声：根本嘉也）から朱雀を売ってみてはどうかと言われたが、「この女に見合う品物が見当たらない」と返した。武器の購入などで支払われた女は幻舟の飼っている二匹の鯱・金星魚と銀星魚の餌にされるまでの間、牢屋に閉じ込められる。
地下には武器庫があり、ここの長びつには竜口砲という大砲が入っている。さらにその下では黒夜叉により、この武器の製造が行われている。
カブトと朱雀は二匹の鯱を追って地下室から繋がる地下水脈をたどると鍾乳洞に出て、ここで館の主である幻舟に出会った。また、魔界への入り口である鬼道門があり、ここから極魔殿（後述）へ行くことができる。
極魔殿（ごくまでん）
鬼道界にある4重の塔。鬼道門から鬼道界に入ることでここに行くことができる。幻舟が隠したという二振りの業物「打竜牙」と「雷迅風」を手に入れるべく、カブト達はここに向かうこととなった。
建物の周囲には人の生気を吸い取る炎「百目竜舌火」をともすロウソクが無数にあり、立ち止まっていると生気を吸い尽くされ死に至る。1階は自分の影が襲い掛かってくるようになっており、この影を攻撃すると自分自身が傷つく。2階に上がると青面灯が多数あり、これは目をつぶった女性の生首を吊るして室内灯にしたもので、起こすと相手に催眠息を吐きかけてくる。この催眠息は玄武曰く「ひと息吸うごとに目がかすみ ふた息で眠りに落ち やがて死に至る」という危険なもので、催眠息に侵された白虎を背負ったカブトは脇腹に短刀を刺して激痛を得ることで正気を保った。
2階の回廊の向こうにある階段を登ると巨大な輪があり、カブト達はこれをくぐることで最上階に行くことができると思っていたがたどり着いた先は鬼面城の中であった。なお、この輪を一回くぐると玄武曰く「後戻りはできないらしい」とのことで除封金・除封銀と書かれた二つの位牌を手に入れるまでは後戻りできなかったが、カブトがこの位牌を入手すると再びくぐることが可能となり、カブト達の体は一瞬のうちにスタート地点の鬼道門にワープした。
二代目カブトの住処
兵の章冒頭で登場。臨の章に登場した天狗堂に代り、二代目カブトが住処としている神社。1階の大天狗像に加えて2階には飛竜を手にした初代カブトと四神の像があり、天狗の守護神によって守られているため鬼は2階に来ることはできない。2階には脱出用の索道（リフト）があり、ハンガー型の鈎に手を掛けると滑走して山を降りていくことができる。神社は魔界の鬼たちの襲撃で灰燼に帰したものの、カブト達はこれを利用して脱出できた。
四神の像には彼らの魂が宿っており、カブトが瀕死状態になるとそれぞれの像から閃光が放たれ4本の光となってカブトの体に落ちていき、彼らの魂を宿したことでカブトは復活を遂げることができた。
アニメでは2階にカブトと四神の像はない。
老山閣（ろうざんかく）
武蔵伊豆にある、老山（おいやま、アニメでの読みは“ろうざん”）に建てられた中国風の宮殿。鬼猿のほかに山賊や妖怪など、大勢の手下がいる。入口の門には言葉を話す飾りがついており、許可なく入ろうとすると口から吐く強風で入ろうとした者を吹き飛ばす。そのためカブトは虎三女が嫁入り駕籠に乗ってやってきたときに、扉が開いたところを見計らって中に侵入した。鬼猿の台座がある大広間には巨大な水槽があり、黒エビが飼われている。水槽の下には穴があり、八代の家の井戸と繋がっている。
アニメでは門の飾りの声を飛龍とナレーターの西村知道が担当。虎三女が登場しないために侵入シーンが変更され、口から吐く強風で吹き飛ばされる描写もなく白虎が門の飾りを破壊し、カブト達は朱雀を救出すべくそのまま突入している。
万窟城（バンクツじょう）
上杉謙信が朝鮮出兵の先陣として建てられた城。城主だった蛇津半兵衛により、外敵の侵入を防ぐためのワナが多数仕掛けられている。10年前に朝鮮軍の手で落城した後は無人の城になったと思われていたが、半兵衛の娘・舞姫がここで暮らしていた。正面の門から階段を上って城に入ろうとすると足下から巨大な杭が出てきたり、通路を歩いている音に反応して刃のついたスクリュー「多耳門」が回転しながら迫ってくるなど、さまざまな仕掛けが侵入者を襲う。二の丸には、五光星の魔人・天忠星を宿した半兵衛の鎧が安置されている。また、天忠星の妖気によりこの城の悪霊が活性化するという現象が起こった。
アニメでは、天忠星の力によりこの城が半兵衛の鎧を着た巨大なカブトの姿となって白虎や玄武に襲いかかるシーンが描かれた。天忠星を魂封器で封印すると巨大なカブトの姿となっていた万窟城は元に戻るも、たちどころに崩れ去って瓦礫と化してしまった。
清元寺（せいがんじ / せいげんじ）
うっそうとした森の中に建てられた寺。入口を二人の僧兵が守っている。この寺の敷地には五光星の魔人・天道星を宿した巨木があり、鬼面城内に持ち込まれ巨木魔人としてカブト達の前に立ちはだかった。
アニメでは読みが「せいげんじ」となっている。34話では道鬼と幻舟が訪れ、道鬼の命により幻舟は巨木魔人を生み出すべく巨木に顔を彫ることとなった。35話ではここにカブトと玄武を巻き込んでワープしてきた巨木魔人が周囲の森を魔界に変え、二人を相手に戦った。この時は巨木魔人となった天道星の力により森全体が支配され森の木が動きだしたり、木の枝や根が触手のように絡みついたりしたほか、翼竜のような魔物が空から飛んできて二人に襲いかかってくるなどサブタイトルにあるように「地獄の森」へと様変わりした。また飛龍も妖剣としての力が失われてしまった。

## アニメ

### テレビアニメ
- カラス天狗カブト - 放送期間：1990年7月29日 - 1991年6月30日。39話+総集編スペシャル6話。全45話

NHK衛星第2テレビジョンにて、サンデーアニメ劇場枠で放送された。劇中ナレーションは西村知道。同日18時30分より放送の『ロビンフッドの大冒険』とともにNHK衛星第2テレビの初製作となるアニメシリーズである。だが原作者である寺沢自身、このアニメの出来に満足いくものではなかったために寺沢が監督、コンテ、脚本を担当したOVA『鴉天狗カブト 黄金の目のケモノ』が製作されることとなった。
原作が道鬼との戦いをカブト親子二代にわたるものとして描いているのに対し、アニメでは初代カブトと四神による一代限りの戦いとして描いていることが大きな相違点として挙げられる。これにより、一貫して5人組のグループヒーロー的な作風となり、原作よりも四神の活躍する場面が増えた。また、兵の章に登場するお竜の役回りを朱雀が担当するなどの変更が加えられている。1話から13話までの第1クールが第1部「臨の章」の映像化で、第2クールとなる14話から26話はアニメオリジナルストーリーで映像ソフト化はされていない。第3クールとなる27話から39話が第2部「兵の章」の映像化となっている。「臨の章」「兵の章」共に終盤がやや駆け足気味に描かれていたのに対し、アニメではより詳しい描写で描かれた。また、原作では黒夜叉「四天王」といいながら3体しか登場しなかったがアニメでは4体目の闇入道が登場するなど、原作にないオリジナルの敵キャラクターも登場している。その一方で、お竜以外の女性キャラクターでは虎三女と舞姫が登場していない。
ラストシーンも変更され、現代に復活した道鬼と転生したカブトの姿が描かれ二人の戦いが永遠に続くことを示唆するものになっているのに対し、アニメではエンディングにおいて戦いを終えたカブトが四神のもとに帰ってくる様子が描かれるという形で終わっている。
日本国内ではそれほど話題にはならなかったものの、寺沢作品のタイアップ商品などのプロデュースや企画を手がけ、本作でもアニメーションプロデューサーで名を連ねている伊藤淳子の証言によれば、スペインで放映された際には人気があったという。

#### スタッフ
- 原作・原案・総指揮 - 寺沢武一
- 監督 - 渡部高志、福田皖
- キャラクターデザイン - うるし原智志
- メカニックデザイン - 阿部邦博
- 美術監督 - 松宮正純、中山益男
- 音楽 - 長岡成貢
- 音響監督 - 山崎宏
- 制作プロデューサー - 村上憲一、伊原英夫
- アニメーションプロデューサー - 末吉博彦、伊藤淳子、小林正典
- アニメーション - 寺沢プロダクション、MTV（1-8話まで）、スタジオ エーゼット（10話から）
- 共同制作 - NHKエンタープライズ
- 企画・制作 - NHK

#### 主題歌
作曲・編曲は2曲共に佐藤準。
オープニングテーマ「KA・BU・TO」
作詞 - 寺沢武一、小波渡 / 歌 - 串田晃
エンディングテーマ 「Beyond The Era 〜時代を超えて〜」
作詞 - 小波渡 / 歌 - 金子美香
アニメでのエンディングでは2コーラス目が使用されている。
最終回では、道鬼との戦いを終えたカブトの帰りを待つ四神が、夕日をバックに戻ってきたカブトの姿を見て喜ぶ姿を止め絵でそれぞれ見せたあとに、仲間のもとに帰ってきたカブトの表情を止め絵で見せる特別バージョンで締めくくられた。

#### 放映リスト
| 話数   | サブタイトル                                | 脚本           | 絵コンテ   | 演出           | 作画監督     | 放映日         |
| ------ | ------------------------------------------- | -------------- | ---------- | -------------- | ------------ | -------------- |
| 第1話  | よみがえる妖剣飛竜                          | 星山博之       | 渡部高志   | よしもときんじ | うるし原智志 | 1990年 7月29日 |
| 第2話  | 一天四神ここに見参!!                        | 荒木芳久       | 延岡彰     | 福田皖         | 福田皖       | 8月05日        |
| 第3話  | 闇の城塞!鬼面城                             | 安藤豊弘       | 福島宏之   | 日色如夏       | 松岡秀明     | 8月12日        |
| 第4話  | 決死!呑霊山への道                           | 荒木芳久       | 延岡彰     | 首藤行朝       | 野口啓生     | 8月19日        |
| 第5話  | 極魔殿の宝刀                                | 高木将         | 福島宏之   | よしもときんじ | 門上洋子     | 8月26日        |
| 第6話  | 吠えよ打竜牙!応えよ女紋獣                   | 荒木芳久       | 福田皖     | 福田皖         | 斉藤浩信     | 9月02日        |
| 第7話  | 怪船大亀甲現わる                            | 高木将         | 福島宏之   | 大泉明         | 今井宏昌     | 9月09日        |
| 第8話  | 甦れ竜神!青龍の手に                         | 荒木芳久       | 日色如夏   | 日色如夏       | 松岡秀明     | 9月16日        |
| 第9話  | 走れ朱雀!南の守護神                         | 高木将         | 延岡彰     | 木下ゆうき     | 相沢昌弘     | 9月23日        |
| 第10話 | 天狗の四神 荒海に集結せよ                   | 荒木芳久       | 尾見直子   | 木下ゆうき     | 相沢昌弘     | 9月30日        |
| 第11話 | 目覚めよ竜卍船!海底の眠りより               | 高木将         | 福島宏之   | 杉山卓         | 矢沢康弘     | 10月07日       |
| 第12話 | 龍卍船発進せよ                              | 荒木芳久       | 延岡彰     | 福田皖         | 福田皖       | 10月14日       |
| 第13話 | 決戦!!龍卍船対鬼面城                        | 高木将         | 石田昌平   | 代田ゆうき     | 神田頼子     | 10月21日       |
| SP1    | カブトと四神 〜燃えよニューヒーロー!〜      | -              | -          | -              | -            | 10月28日       |
| SP2    | 壮絶!魔界との戦い 〜カブト対道鬼〜          | -              | -          | -              | -            | 11月04日       |
| 第14話 | 道鬼・新たなる野望                          | 荒木芳久       | 日色如夏   | 内田祐司       | 斉藤浩信     | 11月11日       |
| 第15話 | 隠形鬼のいけにえ                            | 高木将         | 杉山卓     | 宮崎一哉       | 春谷光司     | 11月18日       |
| 第16話 | 凶悪・鬼忍びの罠                            | 荒木芳久       | 尾見直子   | 徳大寺剛       | 春谷光司     | 11月25日       |
| 第17話 | 空翔ける黄金の馬                            | 高木将         | 福田皖     | 福田皖         | 福田皖       | 12月02日       |
| 第18話 | 恐るべき蛇骨地蔵堂                          | 荒木芳久       | 内田祐司   | 高垣幸蔵       | 田島ひろし   | 12月09日       |
| 第19話 | 蜃気楼の中の鬼真珠                          | 高木将         | 山崎久     | 内田祐司       | 高鉾誠       | 12月16日       |
| 第20話 | 壮絶・カブトの危機                          | 高木将         | 日下部光雄 | 大谷正弘       | 斉藤浩信     | 12月23日       |
| 第21話 | 鬼界ヶ島・地獄への潜入                      | 高木将         | 福田皖     | 福田皖         | 福田皖       | 1991年 1月13日 |
| 第22話 | 怪奇・白面怪童の罠                          | 荒木芳久       | 鷹たかし   | 日下部光雄     | 飯村一夫     | 1月20日        |
| 第23話 | 死を呼ぶ鏡地獄の鬼双子                      | 高木将         | 金沢勝眞   | 川端蓮司       | 高田耕一     | 1月27日        |
| 第24話 | 怪異・黄金大魔像現る                        | 荒木芳久       | 鷹たかし   | 鷹たかし       | 高鉾誠       | 2月03日        |
| 第25話 | 地獄の黄金魔像対竜卍船                      | 高木将         | 保谷三太郎 | 宮崎一哉       | 田島ひろし   | 2月10日        |
| 第26話 | 激烈!!地底大決戦                            | 荒木芳久       | 内田祐司   | 内田祐司       | 斉藤浩信     | 2月17日        |
| SP3    | 恐るべき道鬼の野望 〜戦え・カブトと四神〜   | -              | -          | -              | -            | 2月24日        |
| SP4    | 地獄の使者・黄金魔像 〜決戦・カブト対道鬼〜 | -              | -          | -              | -            | 3月03日        |
| 第27話 | 血塗られた城塞                              | 高木将         | 福田皖     | 福田皖         | 福田皖       | 3月10日        |
| 第28話 | 天狗の宿星落ちるとき                        | 三井秀樹       | 白土武     | 川端蓮司       | 高田耕一     | 3月17日        |
| 第29話 | 新鬼面城の対決                              | 荒木芳久       | 松田聖美   | 宮崎一哉       | 田島ひろし   | 4月07日        |
| 第30話 | 五光星の秘密                                | あかほりさとる | 大谷正弘   | 大谷正弘       | 高鉾誠       | 4月14日        |
| 第31話 | 幽霊海賊船・黒羊丸                          | 高木将         | 保谷三太郎 | 清水あきら     | 泉口薫       | 4月21日        |
| 第32話 | 万窟城・死のからくり                        | 荒木芳久       | 加玖良明   | 内田祐司       | 斉藤浩信     | 4月28日        |
| 第33話 | 死闘・カブト対天双星                        | 三井秀樹       | 星野寛満   | 星野寛満       | 野口啓生     | 5月05日        |
| 第34話 | 天道星・巨木魔人                            | 高木将         | 松田聖美   | 宮崎一哉       | 田島ひろし   | 5月12日        |
| 第35話 | 地獄の森・清元寺                            | 荒木芳久       | 福田皖     | 福田皖         | 福田皖       | 5月19日        |
| 第36話 | 宿敵!!朱雀対夜叉姫                          | 三井秀樹       | 内田祐司   | 内田祐司       | 高鉾誠       | 5月26日        |
| 第37話 | 竜卍船火山に消ゆ                            | 三井秀樹       | 宮崎一哉   | 宮崎一哉       | 田島ひろし   | 6月02日        |
| 第38話 | 熱き四神の魂                                | あかほりさとる | 保谷三太郎 | 大和洋介       | 白井南       | 6月09日        |
| 第39話 | 月面に散る…                                 | 三井秀樹       | 大関雅幸   | 大谷正弘       | 斉藤浩信     | 6月16日        |
| SP5    | 闇の五光星落つ 〜道鬼の野望再び〜           | -              | -          | -              | -            | 6月23日        |
| SP6    | 地獄の門開くとき 〜最終決戦・カブト対道鬼〜 | -              | -          | -              | -            | 6月30日        |

### OVA
- 鴉天狗カブト 黄金の目のケモノ - 1992年7月24日にVHSで発売。後にLDもリリースされている。

テレビアニメ終了後に、脚本・監督・絵コンテを原作者の寺沢武一自身が手がけたOVA作品。完全オリジナルストーリーとなっており、四神は登場しない。主題歌はテレビアニメのオープニングをエンディングとして使用している。
スタッフ
- 原作・脚本・監督・絵コンテ - 寺沢武一
- 作画監督 - 平井久司
- 原画 - 大塚健、新保卓郎、須田正己、森下圭介、谷口守泰 ほか
- 演出 - 藤本義孝
- 美術監督 - 脇威志
- 撮影監督 - 吉田光伸
- 音響監督 - 早瀬博雪
- 製作 - 須崎一夫
- プロデューサー - 伊藤淳子、豊田賢司、岩川広司、中村圭図
- 企画・制作 - NHKエンタープライズ、ケイエスエス
- 制作協力 - 中村プロダクション

　キャスト
- カブト - 松本保典
- 玉虫 - 藤田淑子
- 蘭姫 - 鷹森淑乃
- 数馬 - 中田和宏
- 陣内 - 緒方賢一
- 羅殺坊 - 大塚明夫
- 一道 - 加藤精三
- そば屋の主人 - 藤本譲
- 勘平 - 田野恵

### 関連商品
映像ソフトは、VHSおよびレーザーディスク（LD）でリリースされている。レーベルはNHK VOOKでこれらの販売はケイエスエス販売が行っていた。
VHS
- 鴉天狗カブト TV版 PERFECT SERIES 　
  - テレビシリーズを原作の構成に沿った形で39話のうち26話を収録。全8巻でリリース。アニメオリジナルストーリーとなる14-26話は収録されていない。

- 鴉天狗カブト TV SERIES 総集編1 臨の章I
- 鴉天狗カブト TV SERIES 総集編2 臨の章II
- 鴉天狗カブト TV SERIES 総集編3 兵の章I
- 鴉天狗カブト TV SERIES 総集編4 兵の章II
  - テレビシリーズの総集編。全4巻。

- 鴉天狗カブト 黄金の目のケモノ

LD
- 鴉天狗カブト SPECIAL COLLECTION
  - 7枚組のLD-BOX。VHS同様、オリジナルストーリー分は未収録。

- 鴉天狗カブト TV SERIES 総集編 臨の章・兵の章
  - テレビシリーズの総集編。LD2枚組で、臨の章にはVHSの臨の章I・IIの内容を、兵の章にはVHSの兵の章I・IIの内容をそれぞれ収録している。

- 鴉天狗カブト 黄金の目のケモノ

サウンドトラック
- カラス天狗カブト オリジナル・サウンドトラック
  - 1990年10月21日発売。アニメの楽曲を収録したCDで、収録時間は42分。ビクターエンタテインメントよりリリース。

小説
- 鴉天狗カブト 黄金獣疾風編 ISBN 4-575-23134-7
  - 全1巻。双葉社より、1992年11月に双葉社ファンタジーノベルシリーズとして刊行された。三井秀樹が執筆を担当している。